# Antonio Misceo
Antonio Misceo (Cerignola, 20 settembre 1878 – Cerignola, 29 giugno 1960) è stato un sindacalista italiano.

## Biografia
Lavoratore e padre di sei figli, Filomena sua figlia maggiore sposò l'onorevole Antonio Di Donato (sindacalista e deputato del Partito Comunista nella prima legislatura della Repubblica Italiana). Antonio Misceo dedicò parte della sua vita al lavoro nei campi e alla sua attività di sindacalista.
Negli anni tra il 1907-1908 la Puglia venne coinvolta in frequenti lotte agrarie.
Il 21 aprile del 1907 si svolse a Cerignola il congresso regionale dei contadini di Puglia, il congresso approvò su proposta del capo lega di Cerignola, Antonio Misceo, la soppressione del lavoro a cottimo, l'aumento di salario e la diminuzione delle ore di lavoro in rapporto con la distanza dal centro abitato.
La lega di Cerignola venne definita dall'Avanti, quotidiano del Partito Socialista del 14 marzo del 1908, una lega modello.
L'attività sindacale di Misceo durò nel corso di diversi anni, egli partecipava attivamente a scioperi, manifestazioni e comizi per la tutela dei diritti dei lavoratori, l'attività si interruppe con  la chiamata alle armi in fanteria, dove fece parte come militare del contingente italiano che partecipò alla Grande Guerra del 1915-1918. I testi esaminati per la redazione di questa breve biografia, sono i seguenti: